# Koschuta

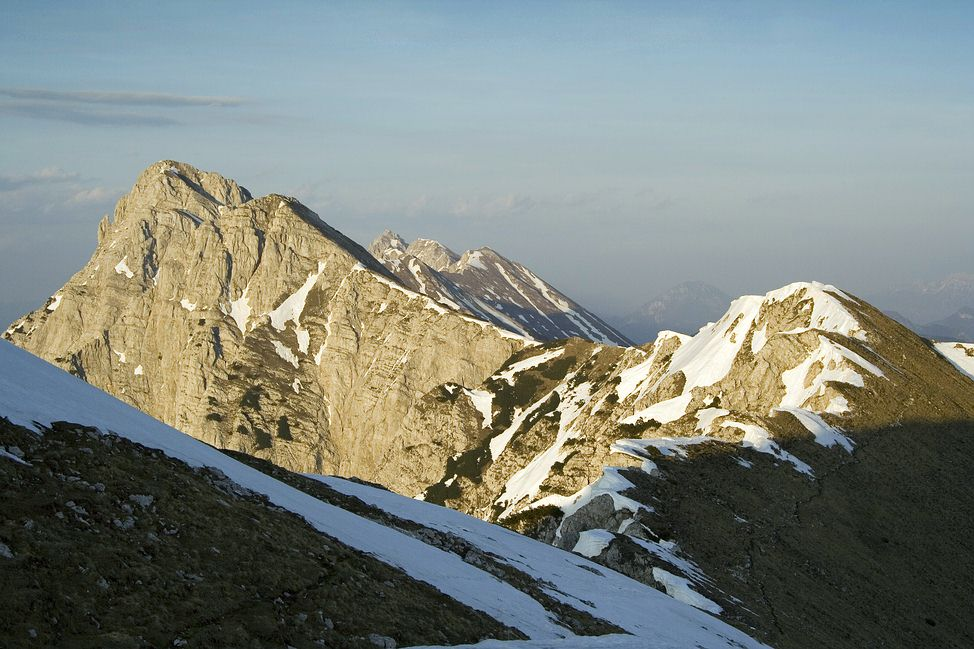
Kladivo – 2092 m

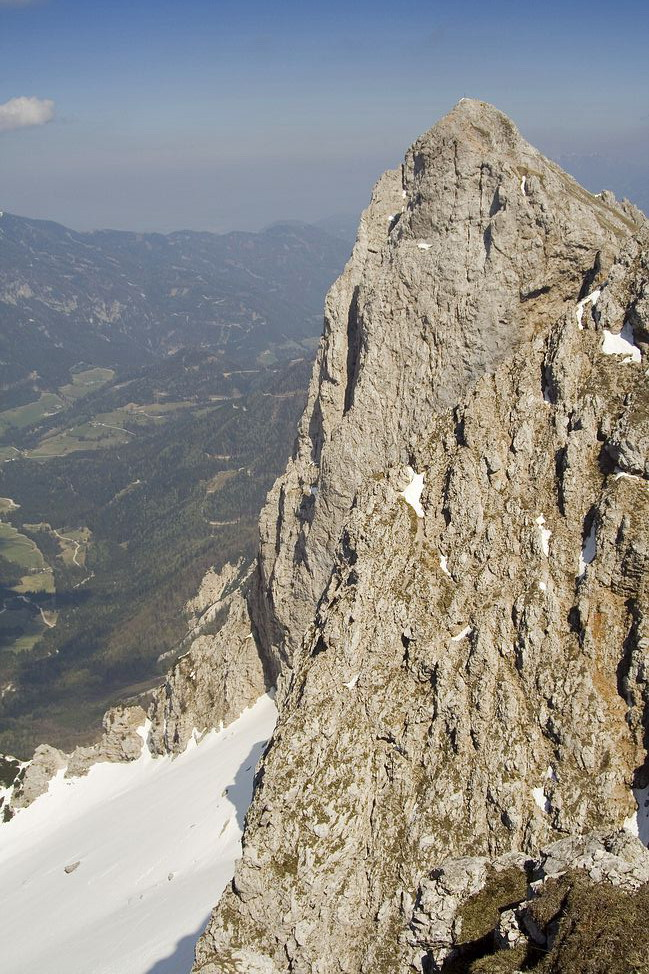
Košutnikov Turm – 2136 m

Masiv Koschuta (Košuta) je nejmohutnější a nejdivočejší hřeben v pohoří Karavanky. Přesně po hřebeni Koschuta prochází rakousko – slovinská hranice. Jeho délka je kolem 10 km a je v něm 9 samostatných vrcholů vyšších 2000 m. Nejvyšší vrchol hřebene je v Košutnikov Turm (2136 m n. m.). Vrcholy jsou odděleny poměrně mělkými sedly. Severní strana prudce padá v strmých stěnách do Rakouska a vytváří tak zlom o výšce až 600 metrů. Jižní svahy pozvolna klesají na Slovinskou stranu k planinám do výše kolem 1500 m.

## Turistika
Po celé délce hřebene vede značená turistická cesta. Je to orientačně složitější, avšak technicky snadná túra. Přechod nejskalnatější části Macesje – Breitwand je zajištěn ocelovým lanem. Na vrchol Košutnikov Turm vede z Rakouska nová zajištěná cesta. Samotný přechod hřebene je časově náročný (kolem 10 hodin) a tak je vhodné ho rozdělit do dvou dní.

## Vrcholy
- Veliki vrh (Hochturm) – 2088 m n. m.
- Kofce Gora (Hüttenberg) – 1968 m n. m.
- Kladivo (Hajnzturm) – 2092 m n. m.
- Tegoška gora – 2026 m n. m.
- Windhöhe – 1999 m n. m.
- Visoki vrh (Hohe Spitze) – 2044 m n. m.
- Lärchenberg – 2081 m n. m.
- Breitwand – 2132 m n. m.
- Ostrv – 2104 m n. m.
- Košutnikov Turn (Koschutnikturm) – 2136 m n. m.
- Tolsta Košuta (Dicke Koschuta) – 2059 m n. m.

## Chaty
- Dom na Kofcah (1488 m n. m.), slovinská strana

Původní chata z r. 1927 byla, jako ostatně většina chat v oblasti zapálena za války partyzány, aby objekt nepadl do rukou fašistů. Chata byla v r. 1948 znovu postavena o něco níže znovu. Poslední rekonstrukce proběhla v r. 1983. Chata má 38 lůžek.
- Planinski dom na Šiji (1531 m n. m.), slovinská strana
- Koschutahaus (1279 m n. m.), rakouská strana
- Planina Dolga njiva (1400 m n. m.), slovinská strana